# Slot Ludwigsburg

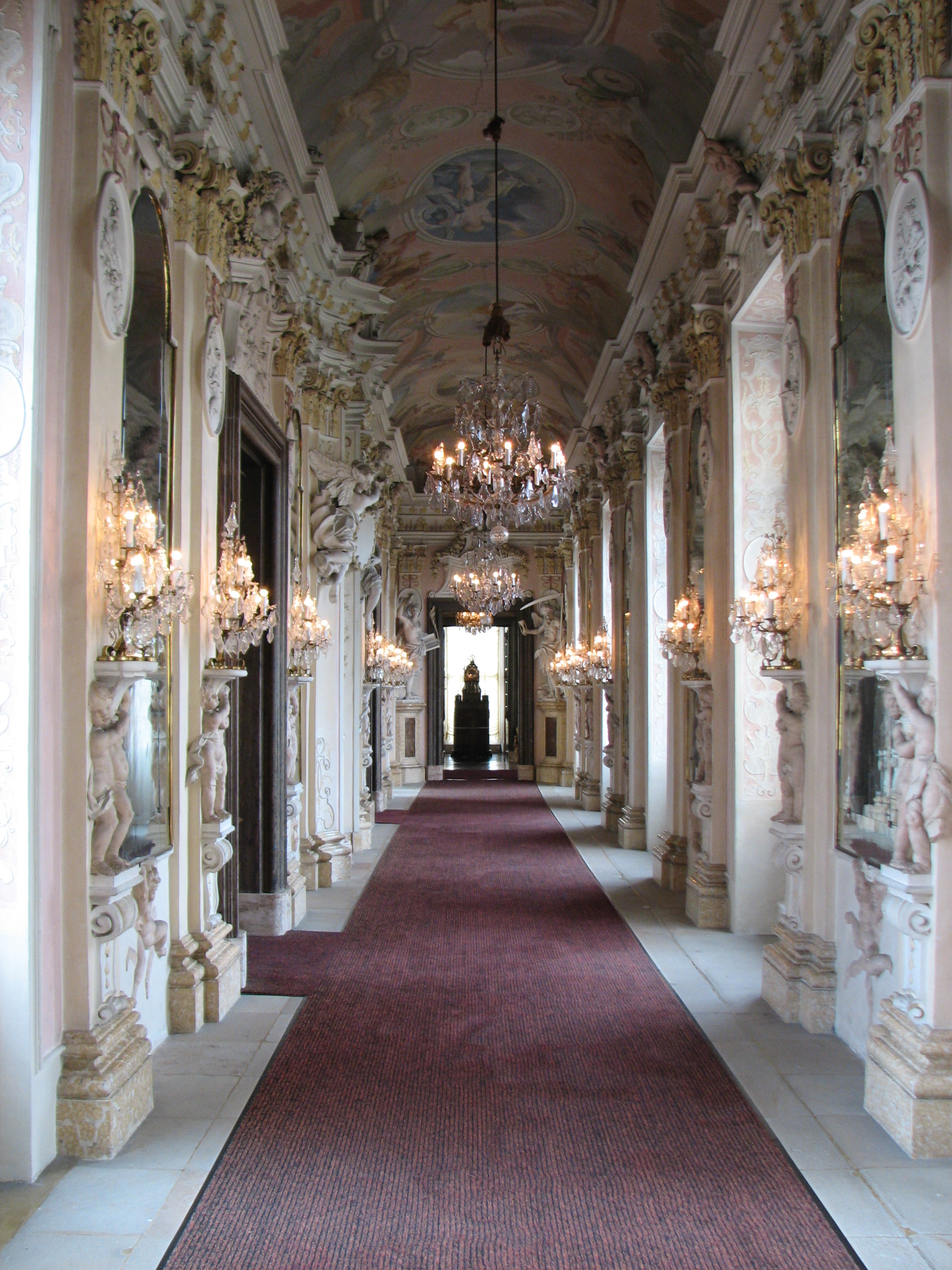
Barokke gang

Slot Ludwigsburg is een van Duitslands grootste barokke kastelen met eveneens een enorme barokke tuin. Het slot is gelegen in Ludwigsburg, zo'n 12 km ten noorden van Stuttgart. Het slot was, volgens Casanova, een van de meest betoverende hoven van Europa.

## Historie
De eerste steen werd gelegd op 17 mei 1704. Everhard Lodewijk van Württemberg was de opdrachtgever. Op 11 mei 1705 kreeg het slot de naam "Ludwigsburg". Het was aanvankelijk een jachtslot, maar in de loop der jaren werd het complex flink uitgebreid en nam monumentale vormen aan.
Op 17 augustus 1709 stichtte Everhard Lodewijk de stad Ludwigsburg naast zijn slot. In 1718 was Ludwigsburg tijdelijk de hoofdstad en residentie van de graven van Württemberg. Later werd, door de opvolgers van Everhard Lodewijk, Stuttgart weer als residentie gebruikt.
In 1733, toen de bouw was afgerond, was de barokke bouwstijl de absolute standaard in Duitsland. Het originele ontwerp van het slot werd door de opvolgers van Everhard Lodewijk gewijzigd. Met name graaf Karel Eugenius van Württemberg (1728-1793) en koning Frederik van Württemberg (1754-1816) gaven opdracht tot verbouwen en herinrichting. Het slot bevat 452 kamers, er zijn twee kerken (een katholieke en een protestantse), een theater, een enorme binnenplaats, kunstmatige watervallen en -grotten in de tuin.
Anno 2009 zijn er drie verschillende stijlen dominant aanwezig in de:
- Barok
- Rococo
- Empire

Bij de bouw en inrichting van het slot waren meerdere architecten betrokken. De voornaamste waren:
- Johann Friedrich Nette (van 1704 tot 1714)
- Donato Giuseppe Frisoni (van 1714 tot 1733)
- Philippe de La Guêpière (1757 / 58), hij bouwde het Slottheater (Europa's oudst bewaarde), alle technische elementen (uit 1758) zijn nog steeds operationeel
- Friedrich Thouret

Koning Frederik I van Württemberg was, in tegenstelling tot zijn voorgangers, niet geïnteresseerd in het slot en de tuinen, onder zijn bewind raakten deze laatste behoorlijk in verval. Hij was meer gecharmeerd van zijn eigen projecten te Stuttgart. Frederik I werd in het slot begraven.
Ludwigsburg doorstond de Tweede Wereldoorlog onbeschadigd. In 1953 werd er een permanente tentoonstelling geopend in het teken van de barokke bloemenstijl. Het slot en de omliggende tuinen zijn opengesteld voor het publiek en toont de situatie van het complex zoals het er rond 1800 moet hebben uitgezien.

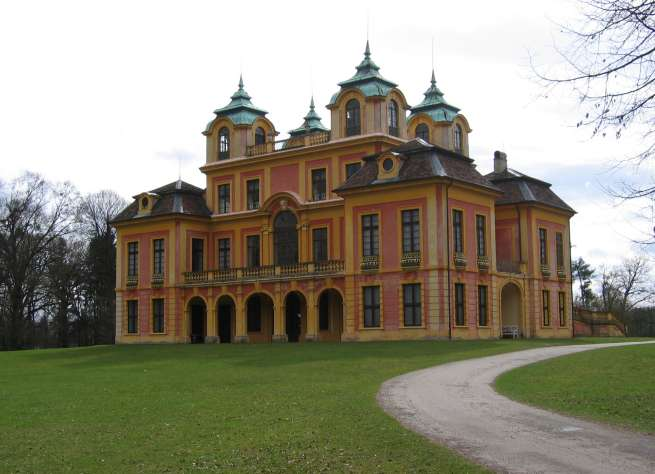
Jachtslot "Favorite".

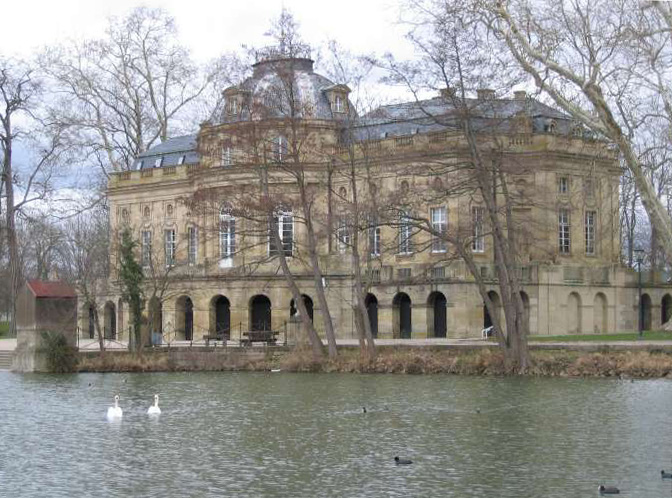
Slot Monrepos.

Slot Ludwigsburg herbergt drie musea:
- Barok Galerij - Barokke schilderkunst
- Porselein Museum
- Mode Museum - kleding van 1750 tot 1820

Er zijn nog twee kleinere kasteeltjes op het complex: Jachtslot "Favorite" (gebouwd tussen 1713-1728) en "Monrepos" (gebouwd tussen 1764-1768).

## Slotkapel
De Kapel van het slot wordt sinds 1731 gebruikt om de leden van de koninklijke familie bij te zetten. Hier liggen onder andere begraven:
- Everhard Lodewijk van Württemberg (1676-1733)
- Catharina van Württemberg (1783-1835)
- Karel Alexander van Württemberg (1684-1737)
- Maria Augusta von Thurn und Taxis (1706-1756)
- Elisabeth van Brandenburg-Bayreuth (1732-1780)
- Karel Eugenius van Württemberg (1728-1793)
- Lodewijk Eugenius van Württemberg (1731-1795)
- Frederik Eugenius van Württemberg (1732-1797)
- Frederik I van Württemberg (1754-1816)
- Charlotte van Hannover (1766-1828)
- Paul van Württemberg (1785-1858)
- Pauline van Württemberg (1800-1873)

In december 1930 werd hertogin Hermine als laatste bijgezet in de kapel.